# Patrici (fill d'Aspar)
Patrici (en llatí: Patricius, en grec antic: Πατρίκιος) va ser el segon fill del patrici Aspar, el poderós ministre del regnat de Lleó I el Traci, a qui havia portat al tron.
Lleó i Aspar es van enfrontar però es van reconciliar i per confirmar-ho es va acordar que Patrici es casaria amb una filla de Lleó, i seria elevat al rang de cèsar equivalent a hereu de l'emperador. Nicèfor Cal·list diu que la filla designada va ser la gran, Èlia Ariadna, però sembla més probablement que fos la jove, Lleòncia, ja que la gran es creu que ja estava casada amb Zenó, que després va ser emperador. Com que Patrici era arrià l'església grega es va oposar fortament a aquest acord, i el poble i els monjos es van manifestar exigint que Patrici fes professió de fe ortodoxa com a preu de la seva elevació. Lleó va prometre que es faria, i encara que no consta quan això es va complir, Patrici devia renunciar, ja que el nomenament de cèsar es va produir així com el matrimoni concertat (o més probablement la promesa d'enllaç) cap a l'any 467 o 469.
Després d'un viatge a Alexandria va retornar a Constantinoble i una mica més tard Lleó va decidir l'eliminació del ministre Aspar i dels seus fills, que havien estat acusats de voler-se revoltar. Aspar i el seu fill gran Ardabur van morir assassinats, i molts autors indiquen que també Patrici, però Càndid Isàuric diu que es va poder escapar ferit i finalment l'emperador el va desterrar i privar de la seva muller o promesa que segons Càndid la va donar a Zenó. Aquests fets podrien haver tingut lloc entre els anys 471 i 472.
Valesi diu que va ser el pare de Vitalià, que va tenir un cert paper històric en els regnats d'Anastasi I i Justí I. Ammià Marcel·lí l'esmenta com a Patriciolus.Teòfanes Isàuric també el fa pare de Vitalià.